# Новачево
Нова́чево (болг. Новачево) — село в Сливенській області Болгарії. Входить до складу общини Сливен.

## Населення
За даними перепису населення 2011 року у селі проживали 859 осіб.
Національний склад населення села:
| Національність   | Кількість осіб | Відсоток |
| ---------------- | -------------- | -------- |
| турки            | 805            | 97,6 %   |
| болгари          | 17             | 2,1 %    |
| цигани           | 0              | 0 %      |
| інша             | 0              | 0 %      |
| не визначились   | 3              | 0,4 %    |
| Всього відповіли | 825            |          |

Розподіл населення за віком у 2011 році:
Динаміка населення: